# Expedición Antártica Soviética

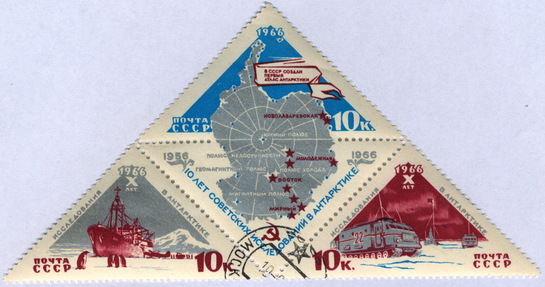
Sello postal soviético de 1966, que indica el décimo aniversario desde la primera expedición.

Expedición Antártica Soviética (EAS) (en ruso: Советская антарктическая экспедиция, САЭ) es el nombre que tomaron las expediciones anuales a la Antártida que la Unión Soviética realizó hasta su colapso en 1991. Hubo 37 expediciones anuales desde el verano 1955-1956 hasta el de 1991-1992, luego de la cual fue renombrada Expedición Antártica Rusa, continuando la numeración. Las 3 primeras se llamaron Expedición Antártica Integrada y fueron realizadas por el Comité Soviético de Investigación Antártica de la Academia de las Ciencias de la Unión Soviética. A partir de la cuarta la organización y ejecución pasó al Instituto de Investigación del Ártico y del Antártico. 
El Ministerio de Transporte Marítimo de la Unión Soviética fue el responsable de la administración, la logística y el abastecimiento de las expediciones. El apoyo aéreo de las expediciones se llevó a cabo por las aeronaves y especialistas del Ministerio de Aviación Polar de Aviación Civil de la URSS.

## Bases soviéticas
La primera estación antártica soviética, Mirni, fue construida cerca de la costa el 13 de febrero de 1956. A esta base se le unió la Vostok, construida tierra adentro, cerca del polo sur geomagnético.

### Bases operativas todo el año
- Mirni («Pacífica», inaugurada el 13 de febrero de 1956)
- Vostok («Oriental», inaugurada el 16 de diciembre de 1957)
- Novolázarevskaya (inaugurada el 18 de enero de 1961)
- Molodiózhnaya («de la Juventud», inaugurada el 14 de enero de 1963)
- Bellingshausen (inaugurada el 22 de febrero de 1968)
- Leningrádskaya («de Leningrado», inaugurada el 25 de febrero de 1971)
- Rúskaya («Rusa», inaugurada el 9 de marzo de 1980)
- Progrés («Progreso», inaugurada el 1 de abril de 1988)

### Bases de verano
- Komsomólskaya («del Komsomol», inaugurada el 6 de noviembre de 1957)
- Piónerskaya («de los Pioneros», inaugurada el 27 de mayo de 1956)
- Drúzhnaya 1 («Amistosa 1», inaugurada el 31 de diciembre de 1975)
- Drúzhnaya 2 («Amistosa 2», inaugurada en 1982)
- Drúzhnaya 3 («Amistosa 1», inaugurada el 19 de enero de 1987)

### Bases del Año Geofísico Internacional
Las siguientes estaciones estuvieron operativas durante el Año Geofísico Internacional.
- Sóvetskaya («Soviética»)
- Polo de Inaccesibilidad

## Expediciones

### 1.ª Expedición Antártica Soviética (1.ª Expedición Antártica Integrada)
El primer contacto soviético con la Antártida tuvo lugar en enero de 1947, cuando una flotilla soviética cazadora de ballenas llamada Slava, comenzó la caza de ballenas en aguas antárticas. El 18 de noviembre de 1955 del Presidium de la Academia Soviética de las Ciencias aprobó un plan para la participación del país en la Antártida durante el Año Geofísico Internacional. La Academia de Ciencias de la URSS fue nombrada como el organismo responsable de la elaboración y ejecución del programa científico, y a la Dirección General de la Ruta del Mar del Norte se le encargó el apoyo logístico de la expedición. La primera expedición se realizó en el verano austral de 1955-1956 y luego se numeraron sucesivamente. Recibió el nombre de Expedición Antártica Integrada.
El 30 de noviembre de 1955 el buque insignia de la primera expedición, el Ob, partió de Kaliningrado. El primer contacto soviético con el continente tuvo lugar el 4 de enero de 1956 cuando el Ob cruzó el paralelo de 60° Sur transportando los integrante de la primera expedición al mando de Mijaíl Sómov, que desembarcaron en la Antártida el 5 de enero de 1956. El 13 de febrero de 1956 inauguraron la primera base antártica soviética, el Observatorio Mirni. Los equipos de campo realizaron varias expediciones y travesías en trineo-orugas en el continente, y una serie de vuelos de reconocimiento. El 27 de mayo de 1956 fue abierta la primera estación en el interior del continente, la Base Piónerskaya. El 15 de octubre de 1956 se inauguró la Base Oasis.

### 2.ª Expedición Antártica Soviética (2.ª Expedición Antártica Integrada)
A fines de 1956 comenzó la 2.ª Expedición Antártica Integrada, que remplazó a los integrantes de la 1°. Estuvo liderada por Alexey Tryoshnikov. Las tres bases existentes fueron expandidas y el 20 de abril de 1957 fue inaugurada la Base Vostok I. El 1 de julio de 1957 las estaciones soviéticas comenzaron las mediciones del Año Geofísico Internacional. El 6 de noviembre de 1957 fue inaugurada la Base Komsomólskaya, y tras el cierre el 1 de diciembre de la Vostok I, el 16 de diciembre de 1957 se inauguró la Base Vostok.

### 3.ª Expedición Antártica Soviética (3.ª Expedición Antártica Integrada)
A fines de 1957 comenzó la 3.ª Expedición Antártica Integrada, que remplazó a los integrantes de la 2°. Estuvo liderada por Yevgeny Tolstikov. El 16 de febrero de 1958 fue inaugurada la Base Sóvetskaya. Los participantes de la expedición hicieron numerosos viajes y vuelos en el continente. Los grupos de investigación trabajaron también en los barcos Ob y Lena para realizar una serie de estudios oceanográficos. Se tomaron fotografías aéreas de las distintas secciones de la costa de la Antártida, y se lanzaron los primeros cohetes atmosféricos. El 25 de junio de 1958 por orden del Consejo de Ministros de la URSS se organizó una Comisión Interministerial para el Estudio de la Antártida, y el trabajo en la organización y coordinación de la investigación en la Antártida y el océano Antártico fue confiado al Instituto de Investigación del Ártico del Ministerio de Flota Marítima de la URSS, que fue renombrado Instituto de Investigación del Ártico y del Antártico. En noviembre de 1958 fue instalada una estación meteorológica automática en la isla Drygalski, que funcionó hasta marzo de 1960. Entre el 14 y el 26 de diciembre de 1958 fue ocupada la Base Polo de Inaccesibilidad. 

### 4.ª Expedición Antártica Soviética
Comenzó a fines de 1958 y fue la primera en llevar el nombre de Expedición Antártica Soviética. Estuvo liderada por A.G. Dralkin. El 31 de diciembre de 1958 finalizaron las observaciones del Año Geofísico Internacional, por lo que el 3 de enero de 1959 fue cerrada la Base Sóvetskaya, el 15 de enero de 1959 la Base Piónerskaya, y el 9 de marzo de 1959 la Base Komsomólskaya. Entre el 13 y el 26 de febrero de 1959 fue establecido un campamento en las montañas Zimmerman. El 10 de marzo de 1959 fue inaugurada la Base Lázarev en la barrera de hielo Lázarev. 

### 5.ª Expedición Antártica Soviética
Comenzó a fines de 1959. Estuvo liderada por Yevgeny Korotkevich. Se realizaron exploraciones de montañas, entre el 31 de diciembre de 1959 y el 2 de febrero de 1960 funcionó el Campamento de Montaña N.º 1; entre el 23 de enero de 1960 y el 12 de febrero de 1960 el Campamento de Montaña n.º 2; y entre el 17 de enero de 1960 y el 12 de febrero de 1960 el Campamento de Montaña n.º 3. Entre el 9 de mayo y el 12 de agosto de 1960 funcionó la Base Póbeda en la isla de hielo Póbeda, en donde se estableció una estación meteorológica automática que funcionó entre julio de 1960 y enero de 1961. Entre el 20 de mayo y el 6 de agosto de 1960 funcionó la Base Druzhba en la isla Zavadovskiy.

### 6.ª Expedición Antártica Soviética
Comenzó a fines de 1960. Estuvo liderada por V.M. Driatskii. El 18 de enero de 1961 fue inaugurada la Base Novolázarevskaya y el 26 de febrero cerrada la Base Lázarev. Entre el 28 de enero de 1961 y el 6 de febrero de 1961 funcionó el Campamento de Montaña N.º 4.

### 7.ª Expedición Antártica Soviética
Comenzó a fines de 1961. Estuvo liderada por A.G. Dralkin. Entre el 6 de febrero y el 18 de marzo de 1962 se estableció un campamento geológico en el lago Richardson. El 14 de febrero de 1962 fue inaugurada la Base Molodiózhnaya.

### 8.ª Expedición Antártica Soviética
Comenzó a fines de 1962. El 14 de enero de 1963 comenzó a funcionar el Centro Meteorológico Antártico en la Base Molodiózhnaya. 

### Otras expediciones antárticas soviéticas de las décadas de 1960 y 1970
Durante la 13.ª EAS el 22 de febrero de 1968 fue inaugurada la Base Bellingshausen. El 22 de marzo de 1970 (15.ª EAS) en la estación Vostok se inició la perforación del primer pozo profundo para obtener muestras de hielo para estudiar el complejo paleogeográfico y la investigación climática. En 1971 (16.ª EAS) fue inaugurada la Base Sodrúzhestvo y el 25 de febrero de 1971 la Base Leningrádskaya. Entre abril y julio de 1973 (18.ª EAS), durante el viaje para el suministro a la estación Leningrádskaya, el barco Ob quedó atrapado en el hielo, aprovechándose para estudiar el régimen hidrometeorológico del océano Austral. El 31 de diciembre de 1975 (21.ª EAS) fue inaugurada la Base Drúzhnaya 1 en la barrera de hielo Filchner-Ronne, y el buque de investigación Mijaíl Sómov se convirtió en el buque insignia de la Expedición Antártica Soviética, realizando su primer viaje. Entre el 1 de febrero y el 27 de abril de 1978 (24.ª EAS) funcionó la Base Sályut.

### Expediciones antárticas soviéticas de las décadas de 1980 y 1990
Como una mejora en la logística de la Expedición Antártica Soviética, en febrero de 1980 se abrió la ruta aérea transcontinental regular de Moscú al Aeródromo de Molodiózhnaya vía Maputo, que funcionó hasta octubre de 1991. El 9 de marzo de 1980 (26.ª EAS) fue inaugurada la Base Rúskaya en la Tierra de Marie Byrd. El 8 de enero de 1982 (28.ª EAS) fue inaugurada la Base Drúzhnaya 2 (cerrada en febrero de 1986) y el 3 de diciembre de 1982 la Base Sóyuz (cerrada el 28 de febrero de 1989). Del 15 marzo al 26 de junio de 1985 (31.ª EAS) el Mijaíl Sómov fue atrapado por el hielo y estuvo a la deriva hasta ser rescatado por el rompehielos Vladivostok. En febrero de 1986 el aeródromo de nieve y hielo de Molodiózhnaya fue utilizado por primera vez por aviones pesados IL-76. El 25 de diciembre de 1986 fue cerrada la Base Drúzhnaya 2, y el 1 y el 19 de enero de 1987 (33.ª EAS) fueron inauguradas las bases Drúzhnaya 4 y Drúzhnaya 3, respectivamente. El 10 de septiembre de 1987 fue izada la bandera nacional en el Akademik Fedorov, que se convirtió en el buque insignia de la flota antártica soviética. El 1 de abril de 1988 (34.ª EAS) fue inaugurada la Base Progres. 
El 16 de marzo de 1990 (36.ª EAS) fue cerrada la Base Rúskaya, y el 31 de marzo de 1991 (37.ª EAS) la Base Leningrádskaya. La Base Weddell 1 fue operada por Rusia y Estados Unidos del 12 de febrero al 9 de junio de 1992 en el hielo a la deriva en la parte suroeste del mar de Weddell. Participaron 15 científicos rusos y 17 estadounidenses. El 7 de agosto de 1992 un decreto del presidente de la Federación de Rusia cambió el nombre de la Expedición Antártica Soviética a Expedición Antártica Rusa, por lo que la 37.ª Expedición Antártica Soviética fue la última.

## Documentación
Los informes de campo preliminares, en gran parte escritos por los propios trabajadores de campo, se publicaron en una serie de boletines informativos publicados en Rusia a intervalos irregulares, los llamadados Boletín SAE (Soviet Antarctic Expedition: Information Bulletin), siendo el editor responsable Evgeny Sergeevich Korotkevich. Posteriormente, el Centro de Investigación Geofísica y Polar de la Universidad de Wisconsin publicó traducciones al inglés de los primeros treinta Boletines en tres volúmenes. Desde el Boletín número 31 en adelante, la publicación estuvo bajo la supervisión de la Junta de Traducción de Rusia de la Unión Geofísica Americana.
El contenido de los volúmenes es el siguiente:
- Volumen I: Boletines 1-10 (1958-1959). 404 páginas.
- Volumen II: Boletines 11-20 (1959-1960). 318 páginas.
- Volumen III: Boletines 21-30 (1960-1961). 377 páginas.
- Volumen IV: Boletines 31-42 (1961-1963). 399 páginas.
- Volumen V: Boletines 43-54 (1963-1965). 454 páginas.
- Volumen VI: Boletines 55-66 (1965-1967). 604 páginas.
- Volumen VII: Boletines 67-78 (1967-1970). 640 páginas.
- volumen VIII: Boletines 79-90 (1970-).